# Unteriberg
Unteriberg (toponimo tedesco) è un comune svizzero di 2 324 abitanti del Canton Svitto, nel distretto di Svitto; è stato istituito nel 1884 con la divisione del comune soppresso di Iberg nei nuovi comuni di Oberiberg e Unteriberg.
La frazione Hoch-Ybrig è una rilevante stazione sciistica.